# Hatpropaganda

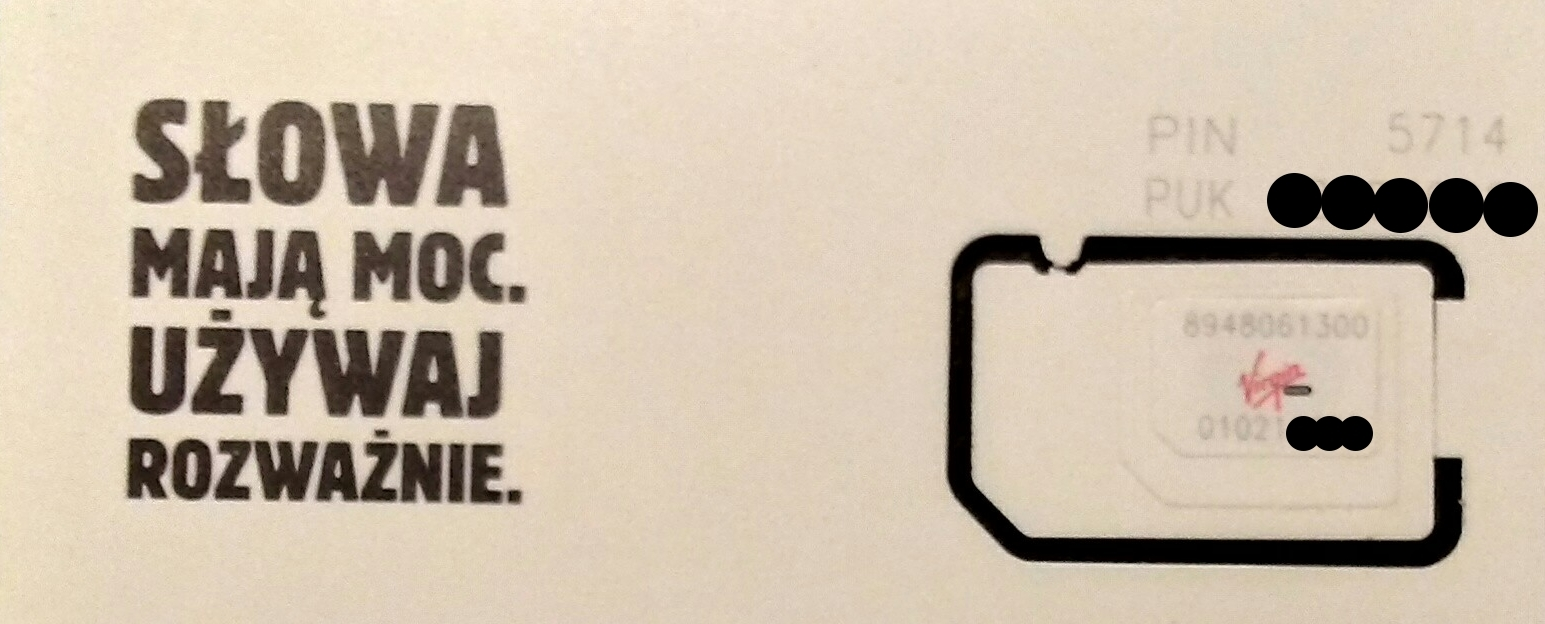
SIM-kort i Polen med sloganen för kampanjen mot hatretorik "Ord har makt, använd dem klokt"

Hatpropaganda (eng. hate propaganda och/eller hate speech) är systematisk spridning av åsikter, information eller rykten med avsikt att framkalla hat eller fientlighet mot en grupp eller dess medlemmar baserat på deras ras, etnicitet, religion, kön, sexuell läggning eller annan identitet eller egenskap. Termen avser en avsiktlig och organiserad ansträngning att demonisera och/eller marginalisera specifika grupper eller dess medlemmar. Hatpropaganda är närbesläktat med termen hatretorik som är ett bredare begrepp som omfattar tal, skrift eller handlingar som ger uttryck för hat, förakt eller fördomar mot en grupp eller dess medlemmar. Hatretorik på internet benämns näthat. Termerna saknar dock allmänt vedertagna och universella definitioner.
EU har definierat hatretorik på följande sätt:
| ”                                                                                                  | Alla typer av uttryck som hetsar till, främjar, sprider eller motiverar våld, hat eller diskriminering mot en person eller grupp av personer, eller som nedsätter dem, på grund av deras verkliga eller tillskrivna personliga egenskaper eller status som ras, hudfärg, språk, religion, nationalitet, nationellt eller etniskt ursprung, ålder, funktionshinder, kön, könsidentitet och sexuell läggning | „ |
| – Ministerkommitténs rekommendation CM/Rec(2022)43 till medlemsstaterna om att bekämpa hatretorik. | |   |

Förenta Nationerna har definierat den engelska termen hate speech på följande vis:
| ”                                               | Any kind of communication in speech, writing or behaviour, that attacks or uses pejorative or discriminatory language with reference to a person or a group on the basis of who they are, in other words, based on their religion, ethnicity, nationality, race, colour, descent, gender or other identity factor. | „ |
| – UN Strategy and Plan of Action on Hate Speech | |   |

Vissa länder, varav flera europeiska länder, har kriminaliserat hatpropaganda och/eller hatretorik, däribland Sverige. Den kriminella handlingen benämns (i Sverige) hets mot folkgrupp och är en form av hatbrott. Inskränkning av yttrandefriheten motiveras med att det inkräktar på andra personers och gruppers absoluta rättigheter, exempelvis att slippa rasdiskriminering eller annat förtryck. Kriminalisering av hat är en omtvistad inskränkning av yttrandefirheten, som är en internationellt erkänd grundläggande mänsklig rättighet. I till exempel USA står skyddet av yttrandefriheten över behovet att freda människor från att utstå hat från andra. Vissa menar att USAs värnande av yttrandefriheten motiveras med att ett förbud att yttra hatpropaganda skulle minska den politiska angelägenheten att stifta lagar mot diskriminering.
Filosofer som Jeremy Waldron har argumenterat omkring skadan som hatpropaganda åsamkar; det är enligt vissa jurisdiktioner graden skada som avgör brottets allvar. Skadan vid hatpropaganda må inte vara direkt eller personlig, menar exempelvis Waldron, utan mera vara en skada som består i att upprätthålla identitetsgrundade sociala strukturer som slår mot vissa utsatta grupper.